# Денглер, Дитер

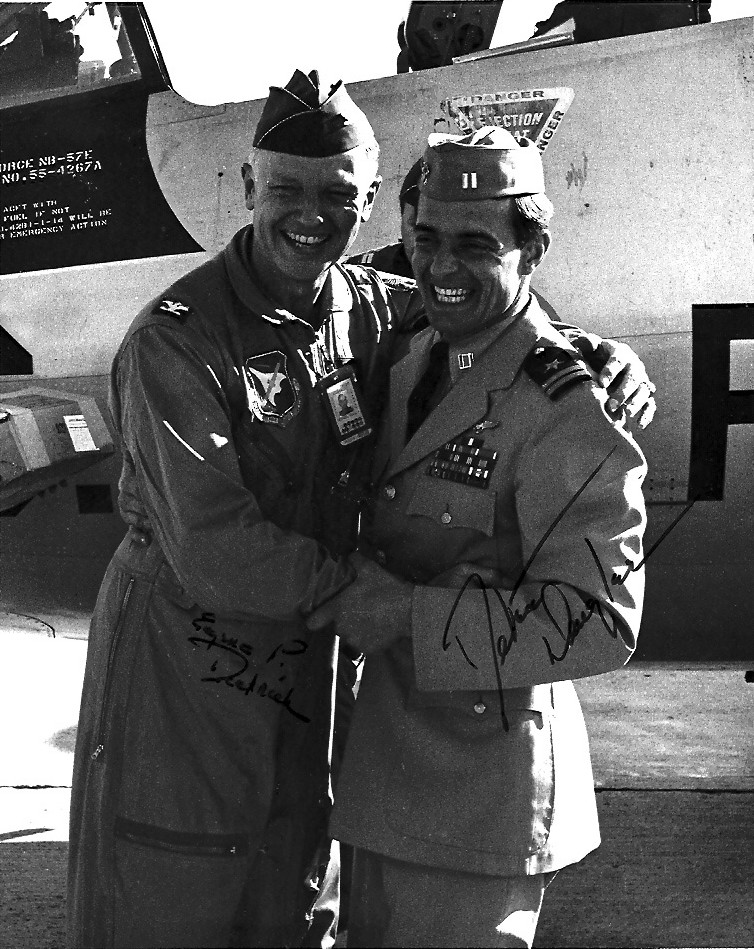
Денглер на фото справа

Дитер Денглер (англ. Dieter Dengler; 22 мая 1938, Вильдберг — 7 февраля 2001, Милл-Валли) — американский военный лётчик немецкого происхождения. Принимал участие во Вьетнамской войне, был сбит и провёл пять месяцев в плену в Лаосе, откуда сумел совершить успешный побег. Судьба Денглера легла в основу документального и художественного фильмов немецкого режиссёра Вернера Херцога.

## Ранние годы
Детство Денглера прошло в небольшом немецком городке Вильдберг. Его отец служил в немецкой армии и погиб во время Второй мировой войны, а его дед был объявлен политическим противником НСДАП за то, что был единственным жителем города, не голосовавшим за Гитлера.
В раннем детстве Денглер впервые увидел самолёты. Из окна своей комнаты он видел самолеты англо-американских союзников, пролетавшие над городом, и с этого момента у него появилась мечта стать лётчиком. Однако в послевоенной Германии ему пришлось заниматься ремёслами кузнеца и часовщика, чтобы помочь содержать семью. В 1957 году Денглер отправился в США в надежде реализовать свою детскую мечту. Прибыв в Нью-Йорк, он вскоре записался добровольцем в ВВС США и прошёл начальную воинскую подготовку на авиабазе Лакленд (Сан-Антонио, Техас). Ему, однако, не повезло: два года службы он провёл на хозяйственных работах, после чего понял, что для получения лётной подготовки ему необходимо образование.
Окончив школу в Калифорнии и получив американское гражданство, Денглер записался в ВМС США. Здесь он, наконец, стал лётчиком и получил назначение в боевую эскадрилью, вооружённую поршневыми штурмовиками A-1 «Скайрейдер». Среди своих товарищей он был известен как бунтарь. Денглер постоянно получал нагоняи от офицеров за свой внешний вид, на что всякий раз отвечал со своим немецким акцентом: «Я не понимаю».

## Война

### Последний вылет
В конце 1965 года младший лейтенант ВМС США Дитер Денглер служил в 145-й штурмовой эскадрилье (VA-145), которая входила в состав авиакрыла авианосца «Рейнджер», прибывшего в Тонкинский залив для участия во Вьетнамской войне. Поначалу эскадрилья совершала боевые вылеты против целей в Южном Вьетнаме. Однако 31 января 1966 года авиация США после продолжавшейся месяц паузы, вызванной политическими причинами, возобновила бомбардировки Северного Вьетнама. Самолёты «Рейнджера» приняли участие в налётах первого дня.
Утром следующего дня, 1 февраля, Денглер на своём A-1J выполнял в составе звена задание по уничтожению транспортных средств противника на территории Северного Вьетнама в районе лаосской границы. Из-за плохой погоды атака на основную цель (колонну грузовиков) была отменена, и звено отправилось к запасной цели — зенитным позициям. Денглер заходил на неё последним из звена; его самолёт видели выходящим из атаки, после чего всякая связь с ним прервалась. Как выяснилось впоследствии, самолёт Денглера был подбит огнём с земли; пилот сначала собирался выпрыгнуть с парашютом, но потом решил посадить самолёт на прогалину в джунглях. В ходе аварийной посадки на территории Лаоса он едва не погиб.
Поисковая операция продолжалась по крайней мере сутки. Пилотам из VA-145 удалось обнаружить место падения «Скайрейдера», поисково-спасательные вертолёты выполнили облёт этого района. Было отмечено, что кабина самолёта пуста. Денглер видел, что его ищут, но не сумел выйти со спасателями на связь через свою аварийную радиостанцию. Через несколько дней он был схвачен солдатами Патет-Лао. По пути в лагерь для военнопленных Денглер сумел бежать, однако вскоре его снова нашли.

### Плен и бегство

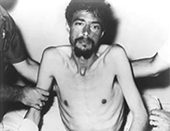
Денглер в госпитале после побега из плена

В лагере Денглер встретил шесть других военнопленных — двух американцев, трех тайцев и одного китайца. В период нахождения в плену все они подвергались пыткам, избиению, практически не получали медицинской помощи и жили на голодном пайке. С самого начала Денглер был настроен на побег, хотя и не все товарищи его поддерживали. Однажды они случайно услышали разговор охранников, из которого следовало, что те планируют убить всех пленных, якобы при попытке к бегству, чтобы получить предназначенную для них еду. После этого побег был признан единственным шансом на спасение. Он состоялся в последних днях июня 1966 года и сопровождался перестрелкой с охраной, в которой несколько охранников погибли. Однако группа оказалась разделена; Денглер и 1-й лейтенант Дуэйн Мартин, пилот вертолёта, сбитый в 1964 году, потеряли из виду других беглецов.
Выйдя к реке, Денглер и Мартин построили плот, на котором на 18-й день после побега добрались до неизвестной деревни. В этой деревне их неожиданно атаковал крестьянин с мачете, убивший Мартина, отрубив ему голову; Денглеру удалось убежать. К этому времени он был настолько истощён, что не мог идти дальше. Сделав из найденного в джунглях парашютного шёлка надпись SOS на земле, он стал ждать смерти или спасения. Утром 20 июля подполковник Юджин Дитрик и майор «Энди» Андерсон из 1-й эскадрильи воздушных коммандос (1st Air Commando Squadron), совершавшие на своих A-1 вылет на вооружённую разведку в Лаосе, заметили Денглера на земле и вызвали для его эвакуации вертолёт из Дананга.
Накануне своего пленения Денглер весил 71 кг. После пяти месяцев плена и трёх недель скитания по джунглям его вес составлял 44 кг. За свой побег он был награждён Военно-морским крестом, второй по значимости национальной военной наградой после Медали Почёта.

## Дальнейшая жизнь
В 1968 году Денглер завершил военную службу. Он устроился гражданским лётчиком в авиакомпании Trans World Airlines и пережил четыре авиационных происшествия. В 1996 году издал книгу «Бегство из Лаоса» (Escape From Laos), в которой описал своё пребывание в плену. В возрасте 62-х лет, после того как Дитер заболел боковым амиотрофическим склерозом, он покончил жизнь самоубийством, застрелившись возле пожарной станции. Похоронен на Арлингтонском национальном кладбище в Вашингтоне.

## В кинематографе
В 1997 году немецкий кинорежиссёр Вернер Херцог снял посвящённый жизни Денглера документальный фильм «Маленькому Дитеру нужно летать». Им же в 2006 году была поставлена художественная картина о пребывании Денглера в плену «Спасительный рассвет».